# Carl Madsen
 For alternative betydninger, se Carl Madsen (flertydig). (Se også artikler, som begynder med Carl Madsen)
Carl Marius Madsen (29. maj 1903 i Vejerslev på Mors – 8. juni 1978 i Højby i Lejre Kommune), var dansk landsretssagfører og kendt som kommunist og modstandsmand.
Han var far til Søren Søltoft Madsen, som også var advokat.

## Ungdom og uddannelse
Carl Madsen blev født i Nordjylland som søn af lærer Frederik Marius Madsen og Helda Louise Elma Christoffersen. Familien flyttede senere til industribyen Brede ved Mølleåen nord for København. Han blev i 1922 student fra Vester Borgerdyd Gymnasium og cand.jur. fra Københavns Universitet i 1928. I studietiden var han medlem af Studentersamfundet, og hans politiske overbevisning flyttede sig fra Socialdemokratiet til Danmarks Kommunistiske Parti, som han blev medlem af i 1928.
Et tilfældigt møde i Tyskland med kommunisten og digteren Rudolf Broby-Johansen bekræftede Madsens interesse for kommunismen, og de dannede tidsskriftet Monde. Kredsen omkring Monde varede til 1932. Efter embedseksamen fik han forskellige administrative ansættelser i staten, der aldrig formåede at vække Madsens engagement. Han vekslede mellem statens 4. hovedrevisorat, Krigsministeriet, Kirkeministeriet, Undervisningsministeriet, DSB og Vandbygningsvæsenet.
Mens han arbejdede hos ministerierne, blev han formiddagsfuldmægtig hos overretssagfører Emil Nielsen. Fra 1935 blev han beskikket som landsretssagfører. Han blev en markant stemme i den kommunistiske kritik af et retssystem, der hævdedes at fastholde klasseskel og borgerlige værdier, men lige så kritisk han var over for vestlig retspraksis, lige så ukritisk stillede han sig over for Sovjetunionens lemfældige retssystem, og han havde intet at udsætte på Moskvaprocesserne i 1930'erne.

## Besættelsen og retsopgøret
Som kommunist kom han i farezonen under besættelsen efter Operation Barbarossa. Om natten den 23. juni 1941 blev han arresteret og interneret i Horserødlejren. Men det lykkedes ham at flygte sammen med andre fanger på dagen for samarbejdspolitikkens sammenbrud, den 29. august 1943. Under sit ophold i lejren tog hans hustru, Leni Madsen (1914-2007), en række fotografier af de indsatte, der nu findes i Frihedsmuseet.
I kompagniskab med bl.a. Robert Nielsen udarbejdede Madsen kartoteket over stikkere og landssvigere, der skulle arresteres ved befrielsen. Kartoteket blev opbevaret hos professor Carsten Høeg. Efter Befrielsen indgik Madsen i et udvalg under Frihedsrådet, der skulle forberede retsopgøret juridisk, herunder forfattede Straffelovstillægget.
Carl Madsen blev udpeget som ekstraordinær statsadvokat i juni 1945. I det embede skulle han forberede nogle af de følsomme sager om værnemageri, og i foråret 1946 påbegyndte han en af de større sager mod entreprenørfirmaet Wright, Thomsen & Kier. Han fik dog aldrig råderum fra sin overordnede, rigsadvokat Frits Pihl, til at gennemgå sagen uvildigt, og 2. november samme år blev sagen henlagt. To dage før, den 31. oktober var Madsen blevet afskediget som statsadvokat pga. spirituskørsel. I august 1948 gik Børge Houmann offentligt ind i sagen i Land og Folk – og blev dømt for injurier.

## Forsvarsadvokat og forfatter
I 1948 åbnede Carl Madsen sin egen sagførervirksomhed og begyndte i 1960'erne at skrive bøger med juridisk indhold og erindringsbøger. Han blev kendt som venstrefløjens advokat, og efter Christianias oprettelse i 1971 blev han kendt som fristadens forsvarer i to retssager mod Forsvarsministeriet og Københavns Kommune i 1976. Carl Madsens Plads på Christiania er opkaldt efter ham.
I 1970'erne kom Madsen i et stigende modsætningsforhold til Danmarks Kommunistiske Parti, og i slutningen af 1975 blev han ekskluderet. Han døde tre år senere og er begravet på Kisserup Kirkegård.

## Carl Madsens forfatterskab
- Den gode læge, 1966.
- En litterær proces, 1968.
- Vi skrev loven, 1968.
- Proces mod politiet, 1969.
- Prawo i bezprawie, 1971.
- Flygtning 33, 1972.
- Fortids møre mur, 1973.
- Når bladene falder, 1975.
- DKPs programudkast – en kommentar, 1975.
- Diskussionsgrundlag til partiprogram for DKP, 1975.